# 辛道煥
辛 道煥（シン・ドファン、朝鮮語: 신도환、1922年5月25日 - 2004年3月24日）は、大韓民国の政治家、柔道家（青濤館4・5・6段、大韓柔道会7・8・9・10段）。第4・8・9・10・12代韓国国会議員。本貫は寧越辛氏。号は滄帆（チャンボム、창범）。キリスト教徒。

## 経歴
大邱生まれ、日本統治時代の慶尚北道義城郡出身。大邱達城普通学校、大邱啓聖学校、1943年に明治大学法学科卒業。1950年代に東京大学法学部、コロンビア大学国際法課程修了。
1958年の第4代総選挙に無所属で出馬して当選し、同年に大韓体育会長署理を務め、翌年に大韓反共青年団を設立し団長を務めた。大韓反共青年団は3・15不正選挙と四月革命の引き金となる「高大生被襲事件」で暴力団の動員に関与したとみなされたため、1960年に不正選挙関連の容疑で死刑を求刑されたが無罪で解放された。しかし、翌年の5・16軍事クーデター後に軍事法廷で20年の有期刑を言い渡され、8年3ヶ月間投獄された。
出獄後は柳珍山が率いた新民党に入党し、1971年の第8代総選挙で全国区から再び当選し、朴正熙大統領時代では野党議員として過ごし、その後は大邱の地元区で4選された。1976年に2等体育勲章猛虎章を受勲し、そのほかに新民党政務委員、事務総長、最高委員、1975年5月から1980年9月まで第21・22・23代大韓柔道会長、大韓オリンピック委員会委員、汎太平洋柔道連盟会長などの要職を務め、1987年大韓民国大統領選挙を控えて両金が党を離れた後に新韓民主党の総裁を務めたのを最後に、1988年の第13代総選挙前に不出馬を宣言し、政界を引退した。その後は柔道高段者会会長、大韓体育会顧問、体育人同友会理事長、李承晩博士記念事業会長を務めた。
2004年3月24日に老衰により82歳で死去した。